# 敘斯邁

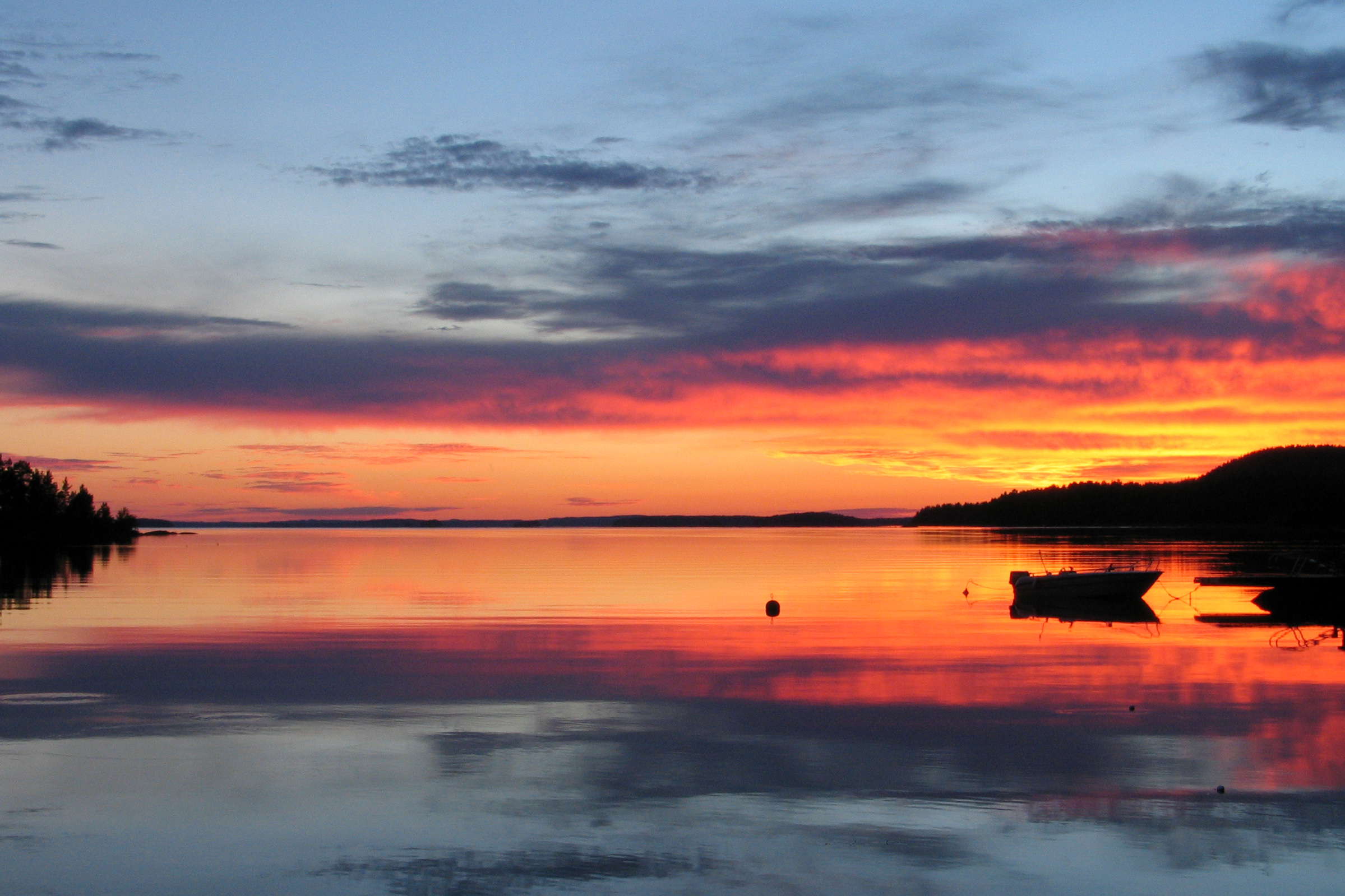

敘斯邁是芬蘭的城鎮，位於該國南部，由派亞特海梅區負責管轄，始建於1442年，面積936平方公里，2013年人口4,263，人口密度為每平方公里6.39人。

## 外部連結
- Municipality of Sysmä – Official website
- Sysmä’s Prehistory